# Edata
Edata este un grup de companii din România, cu operațiuni în consultanță IT și distribuția de software.
Compania Edata este deținută integral de Cornel Vintilă, a fost fondată în 1999, dar activitatea companiei se desfășoară în domeniul actual din septembrie 2004. A intrat în insolvență la finele anului trecut, potrivit datelor disponibile pe pagina web a Tribunalului București.
Printre clienții companiei se numără Rompetrol, IBM, S&T, Asesoft International, Avicola București, Ministerul Comunicațiilor și Societății Informaționale, Oficiul Național al Registrului Comerțului și Administrația Națională Apele Române.
Din afacerile grupului în anul 2009, circa 15% au fost reprezentante de consultanța IT, 50% de servicii și 35% de distribuția de software.
Grupul cuprinde companiile Edata și BPM Wave.
Edata oferă servicii de consultanță în management și IT, furnizând clienților săi modele de business și platforme tehnologice.
Compania este specializată mai ales pe servicii de management al proceselor de lucru (Business Process Management) dedicate segmentului corporate și administrației publice.
BPM Wave este o companie focalizată exclusiv pe Business Process Management și Enterprise Architecture, oferind soluții atât pentru mediul corporate cât și public sector.
Portofoliul companiei cuprinde software atât pentru designul organizației în ansamblu- strategie, procese, arhitecturi IT, cât și pentru execuția și monitorizarea proceselor de business.
Număr de angajați în 2010: 80
În 2011 afacerile companiei au scăzut cu 60%, la 853.000 de euro, iar firma a trecut de la profitul net de 2.000 de euro din 2010 la pierderi nete de 973.000 de euro în 2011, conform datelor de la Ministerul de finanțe. La finele anului trecut compania avea datorii totale de 2,646 mil. euro, față de datorii totale de 2,1 mil. euro la finele anului precedent, potrivit aceleiași surse.
Numărul mediu de angajați al firmei pe anul 2011 a fost de 61, față de 56 cu un an în urmă. În anii 2008 și 2009 firma a avut afaceri de peste 5 mil. euro.
Potrivit unei decizii a TMB din luna iunie, administrator judiciar al firmei a fost numit Acsis Solv IPURL, în locul CII Dumitru Remus Vulpescu - administratorul inițial.